# Гэндо Икари
Гэндо Икари (яп. 碇 ゲンドウ) — персонаж аниме-сериала и манги «Evangelion». Руководитель Nerv, хладнокровный, невозмутимый, умный и замкнутый человек. Прежняя фамилия — Рокубу́нги. Разработчик и руководитель проекта «Евангелион».

## Семья
О родителях и происхождении Гэндо из сериала неизвестно ничего.
Из родственников в сериале активную роль играет только его сын — Синдзи Икари, пилотирующий Евангелион-01.
Жена, Юи Икари, погибла во время проведения контактного эксперимента, растворившись в жидкости LCL. Таким образом, в могиле нет даже тела. Об этом упоминает Гэндо при разговоре с Синдзи во время ежегодного посещения могилы Юи. Гэндо любил Юи, как с досадой констатирует Наоко Акаги, отметив, что Гэндо после этого очень изменился — замкнулся в себе и стал еще более фанатично работать над проектом «Ева».

## Отношения с Синдзи
Гэндо видит в Синдзи инструмент управления Евой, хорошую альтернативу Рей и псевдопилоту. Когда Синдзи убежал от него, Гэндо пристроил его к учителю. Когда Синдзи решил не быть пилотом, Гэндо даже не пытался его вернуть, даже когда Ангел проник в Геофронт в 19-й серии, хотя Евы 00 и 02 были побеждены, а 01 не заработала ни с Рей, ни с псевдопилотом. В полнометражном фильме «The End of Evangelion» Гэндо откровенно говорит призраку жены, признавая, что он тяжёлый человек и плохой отец: «Я не могу поверить, что кто-то может меня любить» и «Когда я рядом с Синдзи, я только причиняю ему боль». Гэндо не знает как ему следует вести себя со своим сыном. Он холодно относится к Синдзи даже по сравнению с отношением к другим.
Между отцом и сыном есть некоторые общие черты — по крайней мере, как замечает Рицуко в первой серии, они оба не разговорчивы — «Он похож на своего отца… В смысле, не очень-то общителен».

## Отношения с Рей
Гэндо испытывает достаточно тёплые чувства к Рей. Примером может служить то, что при аварии Евы-00 Гэндо голыми руками открыл люк контактной капсулы, при этом получив глубокие ожоги ладоней. В других сценах видно, что Гэндо с куда большей теплотой и заботой относится к ней, чем к собственному сыну. В 24-й серии Гэндо упрекает Рицуко в том, что она разрушила Источник псевдопилотов, в котором выращивались тела-пустышки, аналогичные Рей. Тем не менее, в первой серии Гэндо без всякой жалости просит Рей пилотировать Евангелион после отказа Синдзи, аргументируя это тем, что «она же не мертва». В Ребилде это решение поясняется желанием сблизить Синдзи и Рей.
Как заметила Рицуко в пятой серии, Рей и Гэндо схожи в том, что неумелы в жизни.

## Работа
Кабинет Гэндо располагается на верхнем этаже пирамиды штаб-квартиры, и его окна выходят на четыре стороны света. Это помещение называется «Верхняя Догма». На потолке нарисовано Древо Сефирот в интерпретации Кирхера (т. н. древо поздней Каббалы), а на полу — в более древнем виде. Рабочий стол Гэндо располагается на месте сефиры Кетер (Венца, Истока Божественного Света).
Гэндо фанатично предан работе — в то время как в штаб-квартире отключилась подача электроэнергии, перед лицом угрозы нападения Ангела Гэндо лично своими силами помогал рядовым рабочим подготовить Евангелионов к запуску.
Большую часть операций планирует Мисато, а стратегические способности Гэндо вызывают сомнения. Так, в первом эпизоде на момент нападения Ангела, Геофронт остался без какой-либо защиты — Синдзи еще не прибыл и не был обучен, да и неизвестно, согласится ли пилотировать Еву, Рей ранена и не в состоянии вести бой, Аска и Ева-02 в Германии. При этом в сериале нет никаких указаний на то, что Гэндо не имел возможности вызвать Синдзи раньше. Аналогично, в 19-м эпизоде Гэндо не предпринял попыток вернуть Синдзи на место пилота, даже когда больше никто не был в состоянии вести бой, так как Ева-01 отвергла и псевдопилот, и Рей, а две другие Евы были выведены из строя. Хотя это, несомненно, уважение к решению сына об уходе, но тем не менее Ангел почти смог достичь Конечной Догмы.

## Сюжет
Гэндо Рокубунги учился в университете Киото, где проявлял себя как задира и хулиган. По крайней мере один раз был задержан полицией. В университете познакомился со студенткой Юи Икари и профессором Козо Фуюцуки.
Впоследствии женился на Юи, приняв её фамилию. Частично завоевал доверие профессора Фуюцуки. Выехал из Антарктиды с научными материалами об Адаме за день до Второго удара, чем вызвал подозрение Фуюцуки. Немного позже у Гэндо и Юи появляется ребёнок — Синдзи Икари.
В 2003 году назначен главой организации Gehirn, где также работает его жена и Наоко Акаги — мать Рицуко Акаги. Затем завербовал в Gehirn профессора Фуюцуки. Во время научного эксперимента потерял жену, потом от него сбежал сын. С согласия Seele инициировал начало работ по Проекту Совершенствования Человечества.
В 2010 году назначен главой организации Nerv, сформированной из сотрудников упразднённой организации Gehirn. В 2015 году создаёт регулярный боевой отряд из Евангелионов, управляемых подростками, одним из которых стал его сын — Синдзи.

## Перевод фамилий
- «Géndou» — яп.  — 原動 (мотив поступка, побуждение), 言動 (слова и дела (действия))
- «Rokubúngi» — (яп. 六分儀) — секстант (морской термин).
- «Ikári» — яп.  якорь (компонент корабля)

## Комментарии создателей
Кадзуя Цурумаки заметил, что Гэндо Икари не очень популярен в Японии. Многие думают, что он слишком суров с Синдзи и обычно источает жестокость, строгость и безразличие. Он должен быть сильным отцом и оказать положительное влияние на Синдзи, чтобы тот мог стать более уверенным в себе и повзрослеть. Но многие современные отцы сами избалованы.
Хидэаки Анно в интервью 2021 года сказал, что в сериале у них не было достаточно возможностей, чтобы раскрыть отношения Гэндо и Синдзи, а когда они снимали «Евангелион: 3.0+1.01: Как-то раз», то хотели сделать фильм историей об отце и сыне. Этому способствовал больший бюджет.

## Отзывы

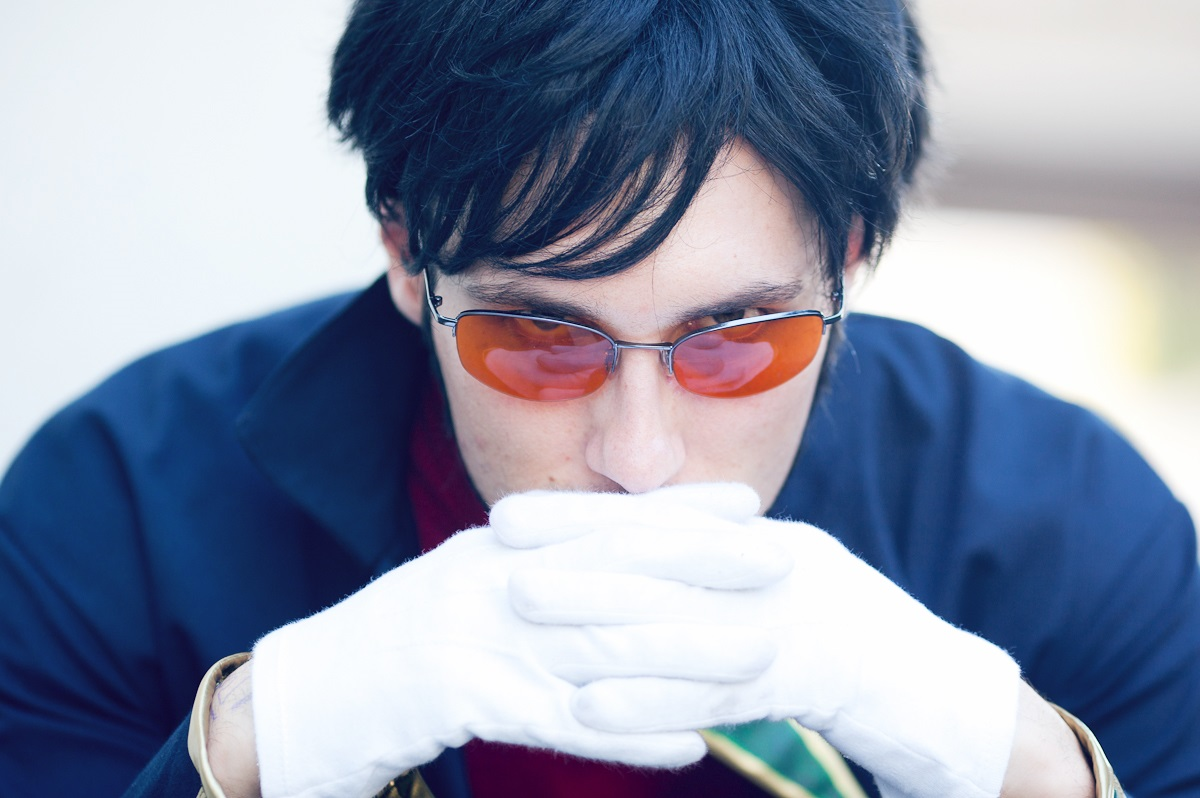

Косплей Гэндо был использован Такааки Мицухаси, баллотировавшимся в члены палаты советников Японии.
Журнал Paste поместил Гэндо Икари на третье место после Гриффита в списке 20 самых величайших аниме-злодеев, в категории «Квинтэссенция социопата». Как утверждает комментарий журнала, у многих в ответ возникнет фраза «Он не сделал ничего плохого». В духе высказывания «Гитлер не сделал ничего плохого» из шутки это превращается в призыв к оправданию дьявола. Гэндо Икари активно участвовал в подготовке апокалипсиса — Второго удара, в результате чего вымерло почти две трети человечества и появились «Ангелы». Он пренебрёг своим сыном Синдзи, отдаляясь от него более 12 лет, только чтобы отдать в качестве жертвенной пешки в стремлении искусственно начать Третий удар и стать богом, воссоединившись со своей мёртвой женой. Прежде чем говорить «Гэндо любил Юи», нужно помнить, что он клонировал её ДНК и создал многочисленных Рей Аянами, причиняя боль Рицуко Акаги и её матери Наоко. Действия Икари являются доказательством того, что любовь не только способна преодолеть любое препятствие, но и сделать всех монстрами.
THEM Anime назвал Гэндо близоруким и отвратительным эгоистом. Следовать за ним, даже если нужно достичь величия, значит подчинить себя порабощению и разрушению. У него никогда не было настоящих «соотечественников». Возможно, самым печальным аспектом является то, что Фуюцуки, правая рука Икари, единственный человек, который стоит рядом с Гэндо. Хотя он знает, что Икари полностью извращён, но ничего не может сделать, кроме как поддержать, учитывая прошлые отношения с ним и его покойной женой.